# Villa Itatí (Buenos Aires)
Villa Itatí es una villa de emergencia situada entre las localidades de Bernal y Don Bosco, partido de Quilmes. Según el censo realizado en noviembre de 2018 por el Gobierno de la Provincia de Buenos Aires, su población es de 15 142 habitantes, siendo de este modo una de las más pobladas del conurbano. Su nombre proviene de la veneración de los proveedores hacia la Virgen de Itatí.

## Historia
En el año 1943, en la zona de Villa Itatí había muchas zonas cultivadas. Los primeros pobladores poseían tambos en la calle Misiones y hacían pastar su ganado por "La Loma", como se llamaba a este paraje en un comienzo.  En el año 1955, la inundación en la Ribera de Quilmes, obligó a los habitantes que busquen otro lugar para vivir, de este modo poco a poco fueron poblando "La Loma" (actualmente ubicada en la calle Chaco). A partir del siguiente año, se empezó a poblar de personas migrantes de países limítrofes buscando oportunidades laborales debido al desarrollo del modelo económico de sustitución de importaciones que amplió la necesidad de mano de obra fabril en el conurbano bonaerense. En la década de 1970 se produjeron desalojos en el marco del medidas tomadas por la dictadura cívico-militar. A partir de la década de 1980 comienza un poblamiento y aumento demográfico debido a la migración de personas de países limítrofes.

## Instituciones en Itatí
En esta villa encontraremos diversos tipos de instituciones de importancia para la dinámica barrial.

### Instituciones educativas

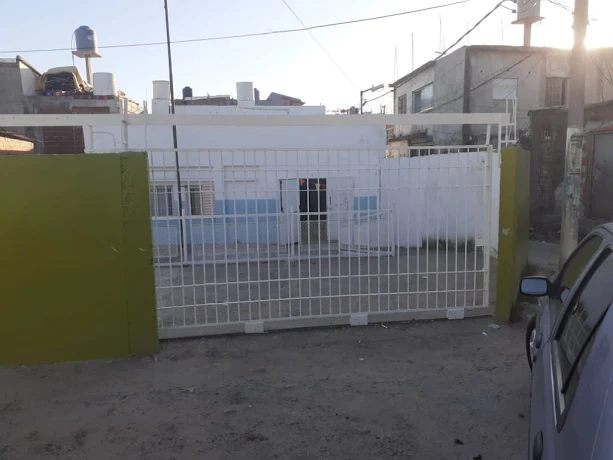
Jardín Las Piedritas
Jardín N° 968, escuela primaria N° 42 y Escuela de Educación Secundaria N°1, Escuela primaria N°82, Escuela primaria N°46, Jardín comunitario La Ponderosa, jardín N° 967, Jardín comunitario El Obrador, Jardín N° 966, Escuela primaria N°31, Escuela de Educación Secundaria N° 84, Jardín comunitario Pampa, jardín de Infantes Azul, Jardín de infantes Juan XXII.

### Centros de salud

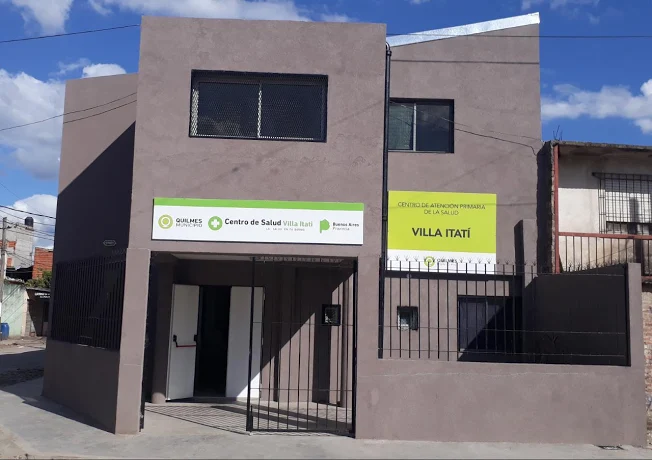
Centro de atención primaria Itati
Centro de atención primaria Don Bosco 2
Hospitalito Don Bosco, Sala de salud Itatí II, Hospital del vidrio, Policlínico.

### Centros de seguridad
Comisaría de la mujer

### Instituciones religiosas
Entre todas las instituciones religiosas se destacan cuatro iglesias cristianas y católicas. Una de ellas es la Parroquia Don Bosco, centro religioso y educativo que tiene como objetivo enseñar religión y educación.
Centro Barrial Enrique Angelelli.

### Centros comunitarios y organizaciones sociales

#### Etis
Es una asociación civil sin fines de lucro.Tiene como objetivo el desarrollo e implementación de programas socio educativos para el cambio social.

#### Anavi
Son grupos juveniles. Tiene como objetivo desarrollar talleres de vídeo, fotografía, cestería y cuenta con copa de leche.

#### Casa del niño Don Bosco maternal y centro de adolescentes
Es un centro comunitario sin fines de lucro. Tiene como objetivo promover y estimular los factores protectores de los niños.

#### La casita de la cava
Comenzó en el año 1996 mediante la preparación de copas de leche por parte de 5 vecinas del barrio producto del aumento de necesidades urgentes debido al agravamiento de la situación económica y social social. Con el paso del tiempo se transformó en un comedor comunitario. Las actividades que se realizan en la organización incluyen: comedor (desayuno, almuerzo y merienda), apoyo escolar y guardería (doble turno), ludoteca nocturna, talleres de sublimación, talleres de educación sexual integral, yoga y murga. Esta última, llamada “La alegría de Itatí” se ha conformado como un espacio de contención para adultos y niños.

#### Centro de chicas
Es una asociación sin fines de lucro. Tiene como objetivo acompañara a las jóvenes que están sin protección, dando un espacio abierto para las chicas que necesitan contención y un lugar de esparcimiento.

#### Centro cultural y educativo Juanita Ríos

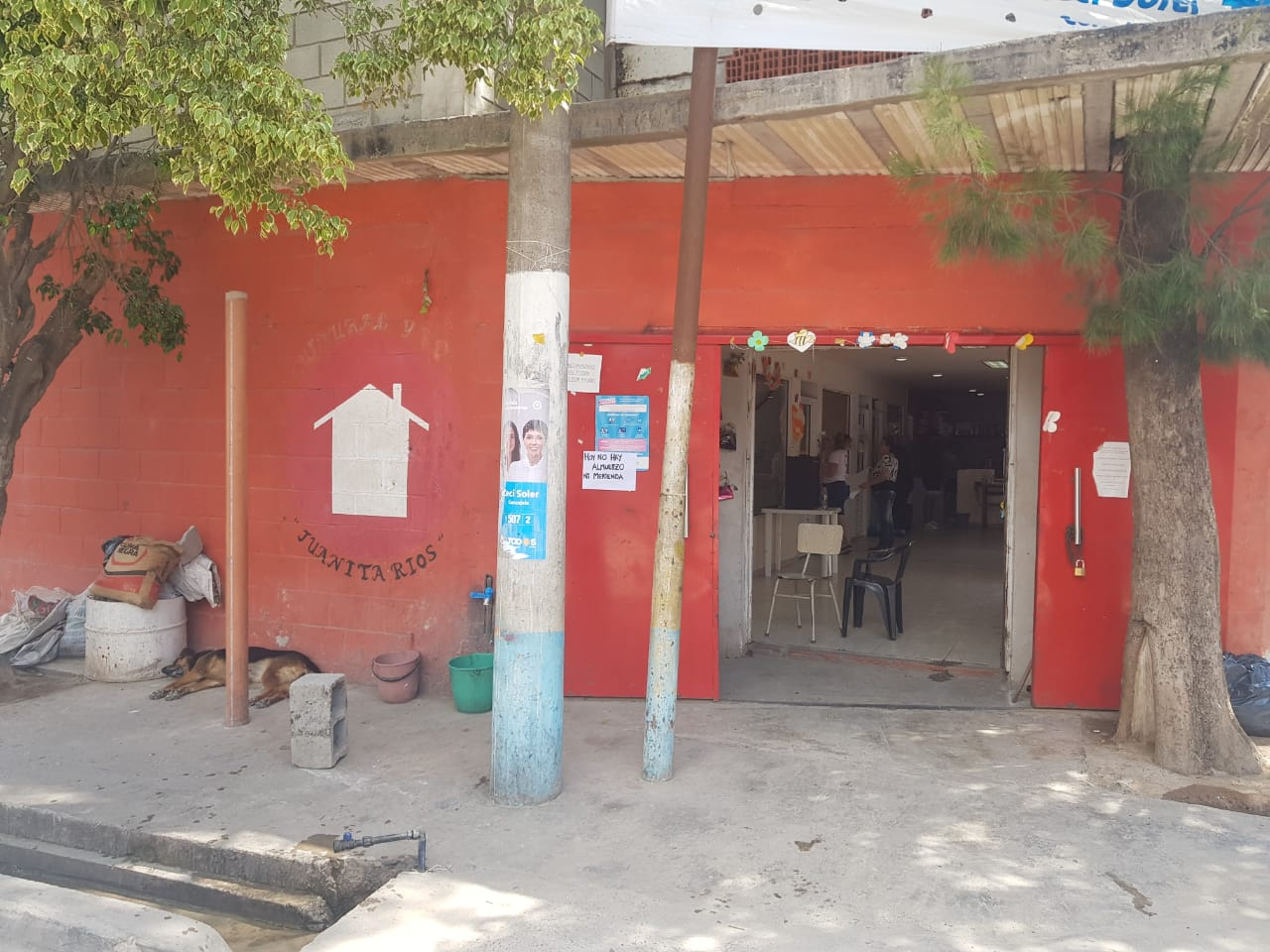

Se fundó en los años 70, creado por Jose Tedeschi y Juanita Ríos. Actualmente se encuentra liderado por su hija Itati Tedeschi. Se inició como centro de salud y un comedor, y después se incorporaron más actividades juveniles y culturales. Es un centro de forma Abierta y gratuita que se ubica en la calle Ituzaingo 1200.

#### Centro de chicos Hermana María Luisa
El establecimiento fue fundado en el año 2005. El mismo está ubicado sobre la calle Falucho con intersección en la calle los Andes. Está formado por la comunidad Franciscana y Salesiana, y un numeroso grupo de voluntarios que cocinan y reparten viandas de alimentos diariamente para los niños que los necesiten. Dicho espacio también incluye actividades de apoyo escolar, físicas y algunos cursos de manualidades. A fines de mayo del 2020 comenzaron a hacer las pruebas para detectar nuevos casos de COVID-19.

## Demografía
El barrio de ItatÍ surge a partir de la década de 1960 por la instalación en el conurbano bonaerense de familias llegadas del interior del país, en búsqueda de mejores posibilidades laborales y a su vez, de vida. Con el paso de los años, los intentos de conseguir estas dos posibilidades no fueron posibles, sino que lograron construir una zona de alto riesgo; ya que viven en condiciones inadecuadas, necesidades básicas escasas, alto índice de desocupación y bajo servicios laborales, problemas de salud, precariedad. En los últimos 30 años han llegado personas migrantes de países limítrofes.
Según el censo realizado por el Gobierno de la Provincia de Buenos Aires en noviembre de 2018, la villa tiene 4.261 hogares y 15.142 habitantes. Un 31% de la población son menores de 15 años y un 62% tiene entre 15 y 64 años.  El promedio de personas por hogar es de 3,55.

## Situación laboral
La situación laboral en el barrio para los adultos se concentran en las siguientes especialidades: albañilería, obreros fabriles, personal de maestranza, servicio doméstico, fuerzas de seguridad. Las cooperativas que hay en el barrio son de Cartoneros y del Trabajo del barrio.

## Salud
El 64% de la población tiene exclusivamente cobertura pública de salud. Un 73% de los mayores de 14 años son padres con un promedio de aproximadamente tres hijos.

## Educación
Los niveles de alfabetización de los habitantes en promedio llegan al 95%. Una parte de los jóvenes de 19-24 no tienen la escolaridad completa; eso quiere decir que mayormente abandonaron nivel primario o secundario.
En la actualidad casi la mayoría de los adolescentes están en situación de desocupación laboral, y su nivel escolar no está finalizado.